# Stacheligel
Die Stacheligel (Erinaceinae) sind eine Unterfamilie der Igel (Erinaceidae). Sie besteht aus 16 Arten in 5 Gattungen, die in Europa, Teilen Asiens (vor allem Zentral- und Ostasien) und Afrika verbreitet sind. Sie sind nachtaktiv und ernähren sich von Insekten. Kennzeichnend für diese Gruppe sind die langen Stacheln.

## Vorkommen

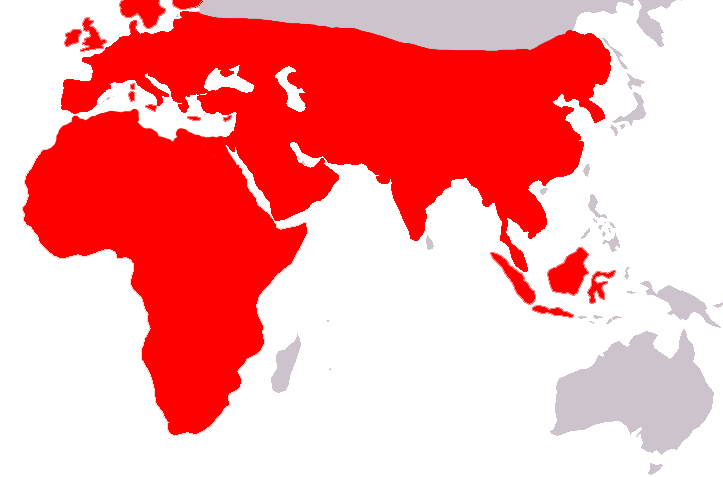
Verbreitungsgebiet der Stacheligel

Stacheligel leben in der kompletten alten Welt bis auf die hohen Breitengrade in den skandinavischen Ländern und Russland. Die Lebensräume der Stacheligel sind vielfältig und je nach Art variierend, unter anderem werden Wälder, Grasland, Trockengebiete, Regenwälder verschiedener Typen, Gebirge und zunehmend auch Städte besiedelt, vor allem europäische Igel sind Kulturfolger.

## Körperbau

### Allgemeines

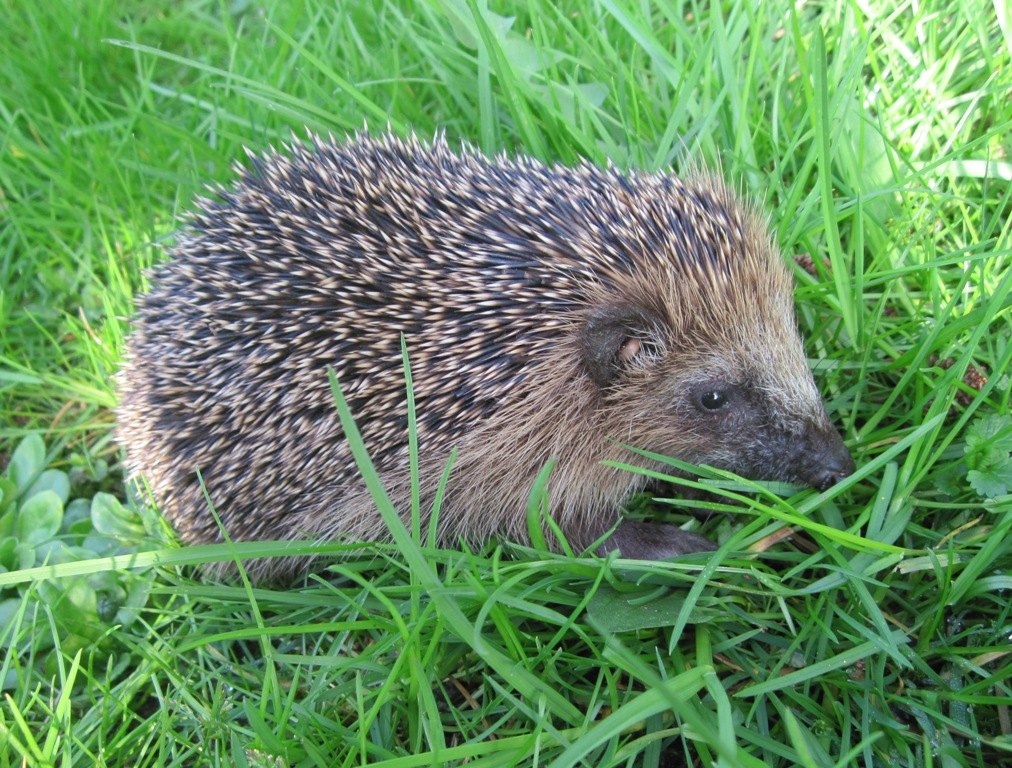
Junger Stacheligel im Gras

Charakteristisch für Stacheligel ist das Stachelkleid, das sich vom Nacken über den Rücken bis zum Schwanz erstreckt. Der spitze Kopf geht ohne deutlichen Hals in den gedrungenen Körper über, an den vier Gliedmaßen ansetzen, wobei sich die Vordergliedmaßen zum Graben sehr kräftig entwickelten. Die Sohlengänger bewegen sich zwar meist nur 100–200 Meter in der Stunde fort, erreichen aber eine Maximalgeschwindigkeit von rund 10 km/h und sind in der Lage, hohe Hindernisse wie Maschendrahtzäune zu erklettern und zu überqueren. Im landläufigen Sinne als leise angenommen, können sie bei schneller Fortbewegung im Unterholz durchaus eine größere Geräuschkulisse entwickeln.

### Sinnesleistungen

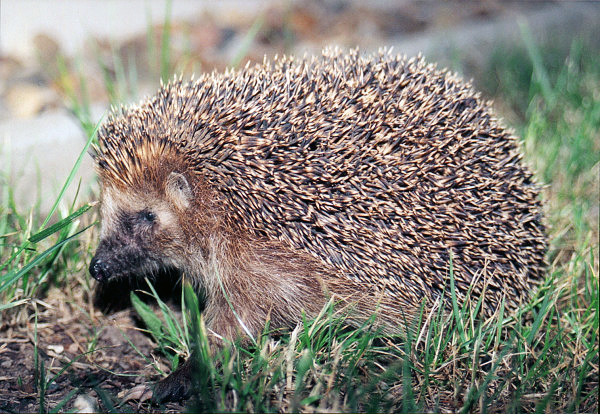
Braunbrustigel (Erinaceus europaeus)

Stacheligel haben einen sehr leistungsfähigen Gesichts-, Geruchs- und Gehörsinn, womit sie sich in der Nacht orientieren können. Die Augen sehen sehr gut, jedoch vermutlich schwarz-weiß. Sie verlassen sich hauptsächlich auf Geruch und Gehör. Die großen Riechlappen im Gehirn ermöglichen eine starke Ausbildung des Geruchssinnes, unter anderem mit einem jacobsonschen Organ im Gaumen. Das ebenfalls leistungsfähige Gehör wurde bisher nur beim Langohrigel (Hemiechinus auritus) genauer untersucht, da es bei diesem besonders stark ausgeprägt ist. Diese Art scheint Töne bis zum Frequenzbereich von 45 kHz wahrzunehmen, sehr viel höher als beim Menschen mit 20 kHz Wahrnehmungsbereich. Dadurch kann diese Art vermutlich unterirdisch aktive Beute erkennen, da diese im Laub oder unter der Erde meist hochfrequente Geräusche erzeugt. Im Niederfrequenzbereich lässt allerdings die Hörfähigkeit deutlich nach.

### Das Stachelkleid

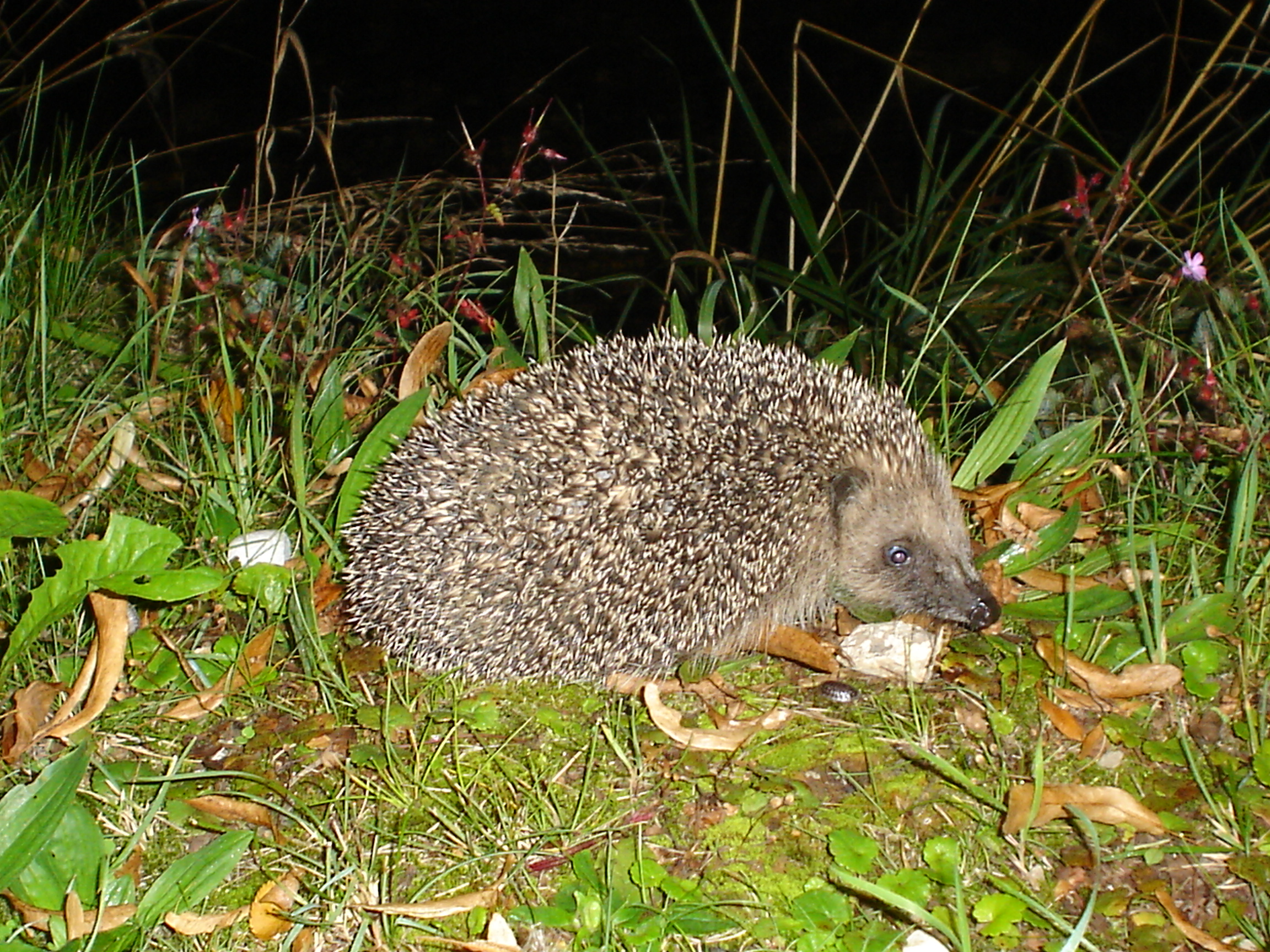
Braunbrustigel (Erinaceus europaeus) nachts fotografiert.

Kennzeichnend und namensgebend für Stacheligel ist ihr Stachelkleid, das sie vor Feinden schützt. Ein ausgewachsener Vertreter der Stacheligel hat im Mittel 5000 Stacheln, die durch viele innere Hohlräume sehr leicht sind und das Gewicht von Stacheligeln dadurch verhältnismäßig gering halten. Je nach Art sind die Stacheln im Durchschnitt 2–3 Zentimeter lang, an der Basis dunkel und in Richtung Spitze hell-cremefarben gefärbt. Sie sind nadelspitz und haben sich aus Haaren entwickelt. An den Flanken dieser Tiere ist dies gut zu erkennen: Dort gehen die dicken Stacheln in dünne Stacheln, diese in große, steife Haare und diese in gewöhnliches Fell über. Die Stacheln verjüngen sich an der Basis zu flexiblen Knicks, worauf sich der Stachelaufbau wieder zu einer in der Haut verankerten Kugel verdickt. Durch diesen Aufbau der Stacheln wird Druck auf die Stacheln in eine Biegung der flexiblen, dünnen Teile der Stacheln umgewandelt, um bei Druck auf die Stacheln zu verhindern, dass diese in den Igelkörper gerammt werden. Im Ruhezustand sind die Stacheln flach an den Körper angelegt, ein Muskel an der Stachelbasis kann im Bedarfsfall die Stacheln aufrichten. Wenn dies der Fall ist, verkreuzen sich die Stacheln und stützen sich gegenseitig.

## Lebensweise
Stacheligel sind generell nachtaktive Einzelgänger.

### Ernährung
Stacheligel ernähren sich von verschiedenen Wirbellosen, unter anderem von Käfern, Würmern, Schnecken, Grillen, Grashüpfern und anderen wirbellosen Tieren. In Magen und Kot von Braunbrustigeln (Erinaceus europaeus) fanden sich auch Hinweise für den Verzehr verschiedener Wirbeltiere, exemplarisch etwa von Mäusen, Fröschen, Spitzmäusen, Maulwürfen, Eidechsen und Schlangen. Der Großteil dieser Tiere wurde jedoch als Aas aufgefunden und gefressen, Fleisch macht nur einen geringen Anteil im Nahrungsspektrum von Stacheligeln aus. Das Nahrungsspektrum der Stacheligel ändert sich je nach Alter, die Tiere lernen mit der Zeit, effizienter nach Nahrung zu suchen. Adulte Tiere fressen meist nur große Beutetiere, während sich Jungtiere auf Beute beliebiger Größe spezialisieren. Je nach Art variiert vor allem der Anteil von Wirbeltieren im Nahrungsspektrum erheblich, afrikanische Igel, Langohrigel und asiatische Igel wie Hemiechinus collaris verzehren deutlich mehr Wirbeltiere, vor allem Amphibien, Reptilien und kleine Nagetiere. Eine Studie an dieser Art belegte einen Wirbeltieranteil von 40 % des Trockengewichts von aufgenommener Nahrung im Magen, speziell Amphibien und Säuger machten einen Großteil davon aus.

### Sozialverhalten
Stacheligel sind generell Einzelgänger, jedoch verteidigen unter anderem auch die Europäischen Igel kein Territorium, viele Stacheligel teilen ihr Streifgebiet mit anderen Artgenossen beliebigen Geschlechts. Dieses Territorialverhalten entsteht, wenn überlebenswichtige Ressourcen derart unvorhersehbar verteilt und variierend in der Menge sind, dass das Revier zu groß sein würde, um effektiv verteidigt zu werden. Da die Wirbellosenbestände in ihrer Verbreitung ständig veränderlich sind und die Populationen stark schwanken, hat sich dieses Verhalten bei den Stacheligeln ausgebildet. Wenn Nahrung in großen Mengen vorhanden ist, speziell wenn sie auf ein kleines Areal konzentriert ist, gehen die Tiere in engem Kontakt auf Nahrungssuche, im Normalfall suchen sie ihre Nahrung einzelgängerisch.

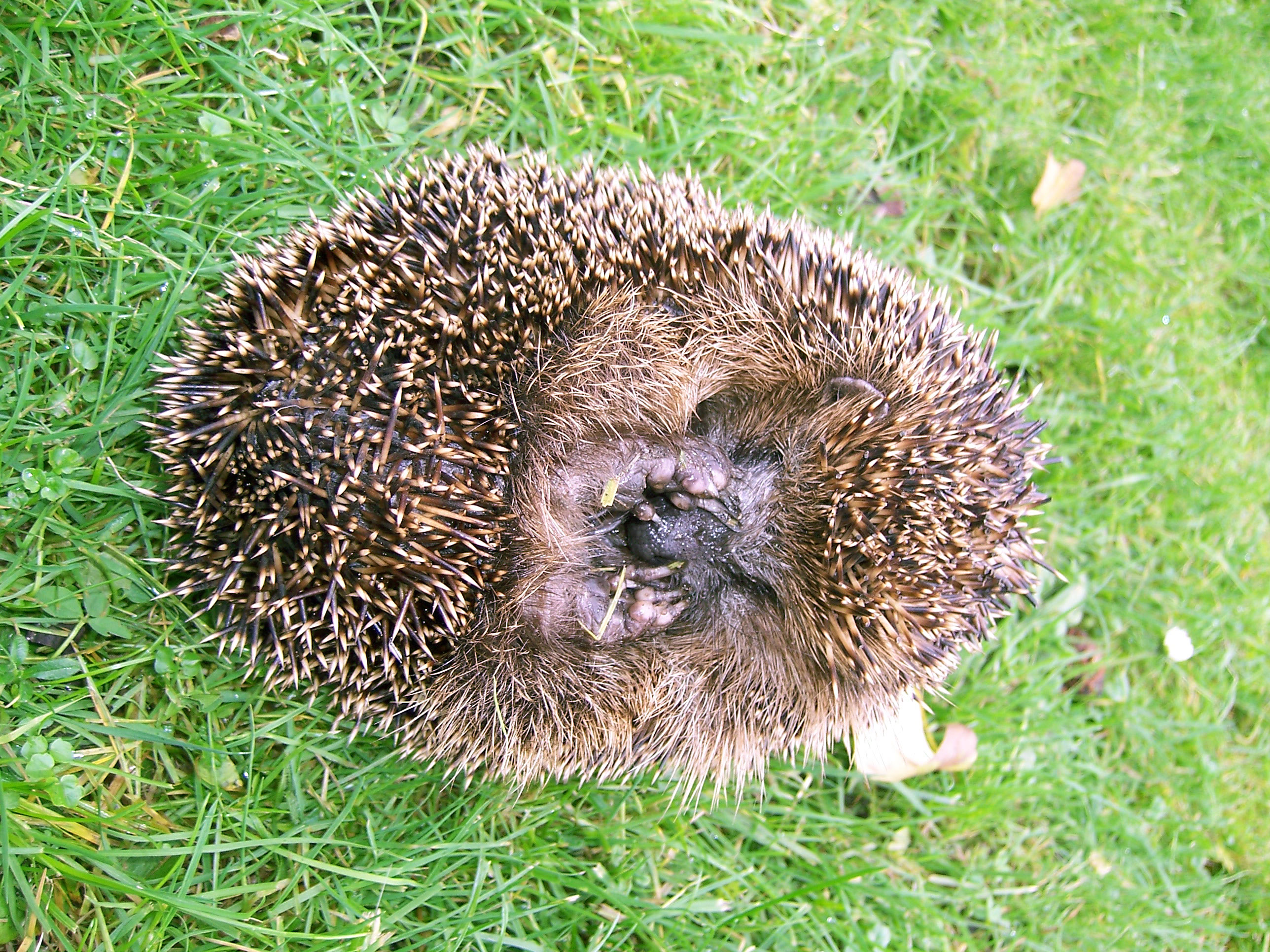
Fast vollständig zusammengerollter Braunbrustigel

### Verteidigung und Feinde
Die Bekanntheit von Stacheligeln rührt vor allem von ihrer Fähigkeit, sich bei Gefahr zusammenzurollen und sich so vor verschiedenen Feinden zu schützen. Die Fähigkeit, sich kompakt zusammenzurollen, verdanken sie verschiedenen Körpermerkmalen und Muskeln: Die Haut ist speziell am Rücken großflächiger als die Oberfläche des hautlosen Körpers, sie liegt nur lose an. Des Weiteren verfügen sie an der beutelähnlichen Rückenhaut über einen großen Muskel, den Panniculus carnosus, der zum Rand hin immer kräftiger wird und außen einen Orbicularis genannten Ringmuskel bildet. Wenn der Igel von einem Fressfeind bedroht wird, stellt er seine Stacheln auf, und zwei kleine Muskeln ziehen die Haut über Kopf und Rumpf. Dann zieht sich der Orbicularis zusammen, Kopf und Rumpf werden zusammengedrückt und die Stachelhaut wird über die unbestachelte Seite gezogen, wodurch der Igel fast unangreifbar ist. Nur ein paar wenige Beutegreifer, die sich auf Stacheligel spezialisiert haben, können gegen diese Verteidigungsmethode vorgehen, unter anderem große Eulenarten und der Dachs. Die Eulen bedienen sich ihrer langen Krallen, um Stacheligel zu töten, Dachse setzen eine andere Strategie ein: Sie vermögen es, ihre Schnauze in die kleine Lücke an der Bauchseite eines zusammengerollten Stacheligels zu stecken und ihn auf diese Art zu vertilgen, meist bleibt dann die lose am Igelkörper hängende Haut mit Stacheln übrig. Da Dachse ähnlich den Igeln auch Regenwürmer fressen und daher in den gleichen Gebieten jagen, begegnen sie gelegentlich Igeln, die sie in diesem Fall opportunistisch fressen. Dachse beeinflussen das Vorkommen der europäischen Stacheligelarten weiträumig; Dachsgeruch und Dachskot machen ansonsten geeignete Gebiete für Stacheligel unattraktiv.

### Parasitenbefall
Bemerkenswert hoch ist bei Stacheligeln der Parasitenbefall: Einzelne Tiere wiesen über 1000 Flöhe auf, die diese Exemplare dementsprechend stark schwächten. Weitere Parasiten sind Zecken, Milben und Pilze. Die Stacheln schützen Stacheligel vor großen Beutegreifern, erschweren jedoch die Fellreinigung erheblich, wodurch Stacheligel einen guten und sicheren Nährboden für zahlreiche Parasiten bilden. Für viele innere Krankheiten und Parasitenbefälle sind Stacheligel ebenfalls geeignete Wirte.

### Bakterielle Infektionen
Zu den typischen Krankheiten zählt die Leptospirose, die durch den Urin befallener Tiere auf den Menschen übertragen werden kann (Zoonose). Auch Salmonellose und Koli-Infektionen können auftreten.

### Fortpflanzung und Entwicklung
Igel zeigen eine auffällige Werbung, die aber nur in 10 % der Fälle zum Erfolg führt. Die Männchen umkreisen hierbei die Weibchen, der algerische Igel stößt hierbei einen hochfrequenten Ton aus. Die Paarung erfolgt entgegen der Meinung von Aristoteles nicht Bauch an Bauch, sondern wie bei den meisten Säugern von hinten. Das Weibchen legt die Stacheln an, um Verletzungen zu vermeiden. Die Männchen sind nicht monogam und helfen nicht bei der Aufzucht der Jungtiere. Nach meist ca. 35 Tagen werden vier bis fünf Jungtiere mit einem Gewicht von 10 bis 25 Gramm geboren. Bei der Geburt sind die Stacheln bei den Jungen in einer flüssigkeitsgefüllten Kammer unter der Haut eingelagert, sodass das Weibchen nicht verletzt wird. Nach 24 Stunden treten die Stacheln aus, nach 2 bis drei Tagen können sie diese aufstellen, mit zwei bis drei Wochen können sie sich einrollen. Nach sechs Wochen werden die Jungen entwöhnt, und nach etwa einem Jahr sind sie geschlechtsreif.

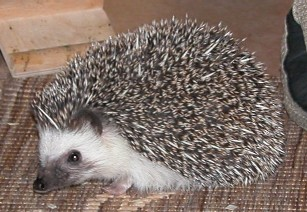
Der Zwerg- oder auch Weißbauchigel (Atelerix albiventris) ist der bekannteste Vertreter der Gattung der afrikanischen Igel (Atelerix).

## Systematik
Es werden fünf Gattungen mit 18 Arten unterschieden:
- Die Kleinohrigel (Erinaceus) sind die größten Vertreter der Stacheligel und sind die einzige in Mitteleuropa verbreitete Gattung, doch leben sie auch in Asien. Es werden vier Arten unterschieden:

- Der Braunbrustigel (Erinaceus europaeus) lebt in Westeuropa und ist eine der beiden Arten, die allgemein unter dem Namen „Europäischer Igel“ bekannt sind.
- Der Nördliche Weißbrustigel (Erinaceus roumanicus) ist die andere europäische, jedoch in diesem Fall osteuropäische Art, die unter dem Gemeinnamen „Europäischer Igel“ bekannt ist.
- Der Südliche Weißbrustigel (Erinaceus concolor) ist eine in Vorderasien und dem südlichen Kaukasus heimische Igelart.
- Der Chinesische Igel (Erinaceus amurensis) lebt in Ostasien und ist die am wenigsten bekannte Art ihrer Gattung.

- Die Afrikanischen Igel (Atelerix) sind größtenteils in Afrika beheimatet und eng mit den Kleinohrigeln verwandt. Es gibt vier Arten:

- Der Weißbauch- oder Afrikanische Zwergigel (A. albiventris) ist im ganzen mittleren Afrika (von Senegal und Sudan bis Sambia) beheimatet.
- Der Kapigel (A. frontalis) lebt im südlichen Afrika (von Angola und Simbabwe bis Südafrika).
- Der Algerische oder Nordafrikanische Igel (A. algirus) kommt im nördlichen Afrika (Marokko bis Libyen) und an der Mittelmeerküste Spaniens vor. In Südfrankreich und auf den Kanarischen Inseln wurde die Art eingeführt.
- Der Somalische Igel (A. sclateri) lebt im nördlichen Somalia.

- Die Steppenigel (Mesechinus) umfassen vier Arten, die in der Mongolei, Südostrussland und Nordchina leben.

- Der Daurische Igel (M. dauuricus) lebt in der Mongolei (Wüste Gobi), im südöstlichen Russland (Transbaikalien) und im nördlichen China (Innere Mongolei, westliche Mandschurei).
- Hughs Igel (M. hughii) bewohnt die chinesischen Provinzen Shaanxi und Shanxi.
- Mesechinus miodon lebt im nördlichen Shaanxi.
- Mesechinus wangi kommt im südwestlichen Yunnan vor.

- Die Langohrigel (Hemiechinus) sind, wie der Name schon andeutet, durch ihre großen Ohren gekennzeichnet. Ihr Verbreitungsgebiet erstreckt sich von Nordafrika bis Zentralasien und Indien.

- Der (Eigentliche) Langohrigel (H. auritus) kommt von Libyen und Ägypten über Kleinasien und Arabien bis Zentralasien und in die Mongolei (Wüste Gobi) vor.
- Der Indische Langohrigel (H. collaris) bewohnt das Industal und angrenzende Gebiete in Pakistan und dem nördlichen Indien.

- Die Wüstenigel (Paraechinus ) umfassen vier Arten, die Trockengebiete in Nordafrika, in Südwest- und Zentralasien und in Indien bewohnen.

- Der Äthiopische Igel (P. aethiopicus) lebt im nördlichen Afrika (von Marokko und Mauretanien bis Somalia) und auf der Arabischen Halbinsel.
- Der Indische Igel (P. micropus) kommt in Pakistan und dem nordwestlichen Indien vor.
- Brandts Igel (P. hypomelas) lebt im Iran und Zentralasien (im Gebiet des Aralsees) sowie vereinzelt im Industal und auf der Arabischen Halbinsel.
- Der Nacktbauchigel (P. nudiventris) bewohnt nur ein kleines Gebiet im südwestlichen Indien (Kerala, Tamil Nadu).

## Mensch und Igel

### Igel in Kunst und Kultur

Wappen von Crespina, Italien.

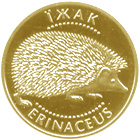
Igel auf ukrainischer Münze.

In alten Kulturen finden sich verschiedene Darstellungen von Igeln, unter anderem in Märchen. Verschiedene Darstellungen von Igeln sind auch auf Wappen ebenso wie auf Münzen zu finden. Vor allem der Braunbrustigel spielt in verschiedenen Erzählungen eine Rolle.

### Bedrohung
Igel sind heute durch verschiedene Faktoren bedroht, unter anderem durch die Fragmentierung ihres Lebensraumes und durch die Gefahr des Überfahrens auf den Straßen. Umweltgifte setzen ihnen weiter zu.

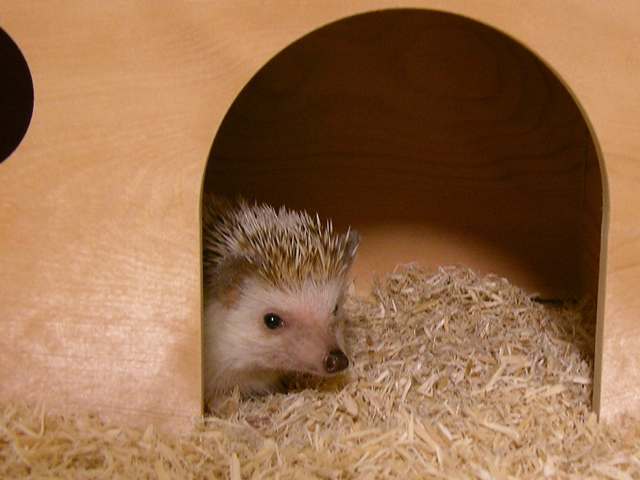
Afrikanischer Zwergigel

### Heimtierhaltung
Die einheimischen Braunbrustigel sind in Deutschland und weiteren Ländern gesetzlich geschützt und dürfen nicht als Heimtiere gehalten werden. Tierschutzorganisationen lehnen auch die Haltung von anderen Igelarten in Gefangenschaft ab, da die Pflege und Ernährung der nachtaktiven Tiere anspruchsvoll sei und eine Haltung in Käfig oder Terrarium ihrem hohen Bewegungsdrang nicht gerecht würde. Dennoch werden exotische Stacheligel, vor allem der Afrikanische Zwergigel, hin und wieder als Heimtier gehalten.